# Heribert Fischer-Geising
Heribert Fischer-Geising (* 23. Februar 1896 in Teplitz-Schönau als Heribert Fischer; † 23. August 1984 in Freiburg im Breisgau) war ein deutscher Maler und Zeichner.

## Lebenslauf
Nachdem Fischer-Geising seine Kindheit in Teplitz-Schönau verbracht hatte, begann er 1914 bei Oskar Zwintscher an der Königlichen Kunstakademie in Dresden ein Studium der Malerei. Nach Zwintschers Tod wurde er 1916 ein Meisterschüler von Robert Sterl. Noch im gleichen Jahr berief man Fischer-Geising zum Militärdienst. Hier wurde er 1918 vor Verdun schwer verwundet.
Nach dem Ende des Ersten Weltkrieges zog er nach Geising ins Osterzgebirge und nahm seinen Wohnsitz im Haus der Großmutter. Dem neuen Heimatort entlehnte er seinen Doppelnamen. In seiner Geisinger Schaffenszeit entwickelte sich Fischer-Geising zu einem der bedeutendsten Malern des 20. Jahrhunderts im Erzgebirge. Die Landschaft des Osterzgebirges und seine Menschen nahmen einen großen Einfluss auf seine Werke. Als Vertreter des lyrischen Realismus gelang es dem Künstler, das Wesen bzw. die Seele seines Motivs einzufangen. Seine Bilder waren von klarer, schwungvoller Darstellung und intensive, teils auch ungewöhnliche farbliche Gestaltung geprägt. In seinem neuen Schaffensort wurde Fischer-Geising auch sportlich aktiv. Er gewann in den 1920er Jahren die sächsischen Skisprungmeisterschaften, zudem war er der erste diplomierte Skilehrer in Sachsen. 
Im Jahr 1924 heiratete er die aus Koblenz stammende Keramikerin Wilhelmine Leu (1898–1971), bekannt unter ihrem Künstlernamen Helma Fischer-Leu. Beide sind Mitglied des Metznerbundes. 
Seine Tochter Christiane Fischer (1939–1977) wird 1939 geboren.
1933 wurde ein Stipendium in der Villa Massimo (Rom) zurückgezogen, da Fischer-Geising nicht der NSDAP beitrat. Daraufhin muss er seinen Lebensunterhalt vor allem als Kunsthandwerker verdienen.
Nach dem Ende des Zweiten Weltkrieges arbeitete Fischer-Geising wieder als freischaffender Maler und Grafiker. 1947 war er auf der 2. und 1948 auf der 3. Ausstellung Erzgebirgischer Künstler in Freiberg vertreten.
Politische Unzufriedenheit mit der Entwicklung in der DDR führten dazu, dass Fischer-Geising 1961 von einem Besuch in der Bundesrepublik während des Mauerbaus nicht nach Geising zurückkehrte. Er ließ sich in Freiburg im Breisgau nieder, wo er 1984 verstarb.

## Künstlerisches Schaffen
Fischer-Geising war vor allem Landschaftsmaler und Porträtist. Als Zeitgenosse von Otto Dix
setzte auch er sich mit dem Malstil und der Farbigkeit von Vincent van Gogh direkt auseinander.
Vor allem seine ausgefeilt komponierten und farbstarken Stillleben und die von seinem erzgebirgischen Wohnort und seinen Bewohnern inspirierten Porträts machen ihn zu einem herausragenden Vertreter der neusachlichen, ästhetischen Malerei des 20. Jahrhunderts. In der DDR blieb er ein weitgehend Unbekannter.
Ständige Ausstellungen: Der Künstler ist u. a. in den Kunstsammlungen Dresden, den Staatlichen Museen Berlin, in der Osterzgebirgsgalerie im Schloss Dippoldiswalde und im Osterzgebirgsmuseum Schloss Lauenstein vertreten.